# Xanté

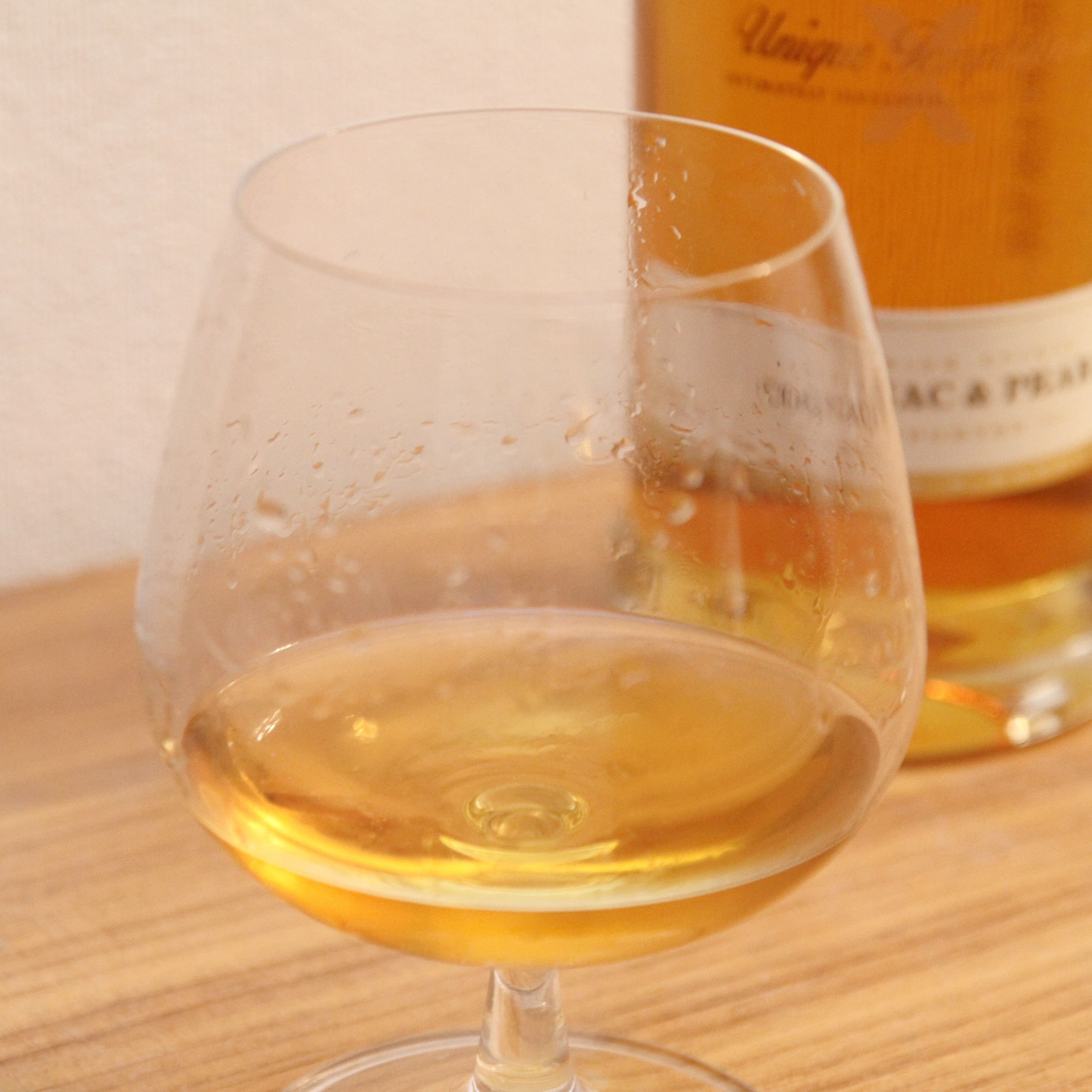
Xanté

Xanté ("Xanté Poire au Cognac") är en päronlikör med bas av cognac, som produceras av The Xanté Company. Den har en alkoholhalt på 38 volymprocent. Xanté uttalas santé, precis som om x:et vore ett s, vilket är det franska uttrycket för "skål!" men även betyder hälsa. 
Xanté skapades av Richard Heinrich på Maison Heinrich Liquoristerie Artisanale i Belgien och introducerades i Sverige 1994.